# Шапиро, Самуил Григорьевич
Самуил Григорьевич Шапиро (1901—1981) — командующий 62-й Отдельной Краснознамённой инженерно-сапёрной бригады, генерал-майор технических войск (1943).

## Биография
Родился в еврейской семье. Отец, Григорий Моисеевич Шапиро, служил на кирпичном заводе Бланка агентом и инкассатором, мать – домашняя хозяйка, умерла в 1913.
С конца 1918 состоял в подпольной Одесской организации большевиков и Коммунистического Союза Молодёжи. В период австро-германской оккупации и французской интервенции по апрель 1919, по поручению городского Комитета РКП(б), вёл организационную и агитационную работу. Также учился в коммерческом училище Г. Ф. Файга с 1917 до 1919. 8 мая 1919 призван одесским городским военным комиссариатом в РККА, принимал участие в Гражданской войне. В 1924 окончил командную военную школу. В 1928 окончил Военно-техническую академию, служил в технических подразделениях. В 1941−1943 начальник Главного управления военно-промышленного строительства при Совете Народных Комиссаров СССР. В 1943 по собственной просьбе был направлен на фронт, где командовал 62-й Отдельной инженерно-сапёрной бригадой в составе 6-й армии РГК Юго-Западного (3-го Украинского) фронта. Здесь во главе своей бригады участвовал в освобождении своего родного города Одессы и вступил в него 10 апреля 1944. За эту операцию бригада была награждена Орденом
Красного Знамени и стала называться Краснознамённой; в приказе она была отмечена, как особо отличившаяся. В июне 1944 был переброшен на 1-й Белорусский фронт, где был назначен начальником инженерных войск 69-й армии (командующий В. Я. Колпакчи), в составе которого участвовал во всех крупных операциях: Белорусской, Висло-Одерской, Берлинской и закончил войну на реке Эльба в районе города Магдебурга, где произошла встреча советских и американских войск. После окончания войны начальник инженерных войск Бакинского военного округа, главный инженер квартирно-эксплуатационного управления Советской армии, помощник (по другим данным заместитель) командующего войсками Беломорского военного округа по строительству и расквартированию войск. Уволен в запас 8 августа 1953.

## Звания
- бригинженер (ноябрь 1935);
- генерал-майор (27 января 1943).

## Награды
Советские:
- два ордена Ленина;
- орден Кутузова 1-й степени;
- орден Суворова 2-й степени;
- три ордена Красного Знамени;
- орден Трудового Красного Знамени;
- орден Отечественной войны 1-й степени;
- орден Красной Звезды;
- медаль «XX лет Рабоче-Крестьянской Красной Армии»
- медаль «За боевые заслуги» (1944);
- медаль «За оборону Москвы» (1944);
- медаль «За освобождение Варшавы» (1945);
- медаль «За взятие Берлина» (1945);
- медаль «За победу над Германией» (1945).

Польские:
- орден «Крест Грюнвальда» 3-й степени;
- медаль «За Одру, Нису и Балтику»;
- медаль «За Варшаву» (1945).

Также восемь юбилейных и памятных наград.